# O,O-Dietil S-2-dietilaminoetil fosforotiolato
O,O-Dietil S-2-dietilaminoetil fosforotiolato ou Etil ({2-[bis(etil-2-ol)amino]etil}sulfanil)(etoxi)fosfinato, é um agente nervoso da "série V", quimicamente semelhante ao agente nervoso Etil [di-isopropilamino]etil)metilfosfonotiolato.   